# Retorsie-plakkaat
Het Retorsie-plakkaat was een plakkaat dat verscheen op 2 december 1636. Het werd uitgegeven door de Staten-Generaal van de Nederlanden.
Aan dit zogenoemde strickter plackaet was ongeveer een jaar daarvoor al een plakkaat van retorsie voorafgegaan, dat echter meerduidig kon worden opgevat.
Deze in felle bewoordingen geschreven verordening verbood het aan rooms-katholieke geestelijken om zich nog langer op te houden in het gebied van de meierij 's-Hertogenbosch. Hierdoor werd het katholieken onmogelijk gemaakt om godsdienstoefeningen bij te wonen. Zij moesten hiervoor uitwijken naar grenskerken bij Weert en bij Achel of naar enclaves die zich binnen de Meierij of aan de rand daarvan bevonden, zoals het Land van Ravenstein en Gemert.
Dit strikte beleid vloeide voort uit de verovering van 's-Hertogenbosch door Frederik Hendrik bij het beleg in 1629. De meierij was frontgebied en de katholieke inwoners werden als potentiële bondgenoten van de Spaanse vijand beschouwd. De onduidelijke periode tussen 1629 en de Vrede van Münster uit 1648 wordt wel de retorsieperiode genoemd.
De Fransen hieven na hun inval in 1672 de beperkingen op. Na hun vertrek werden de plakkaten niet meer in volle hevigheid toegepast. Inmiddels was gebleken dat de pogingen om de meierij te protestantiseren weinig effectief waren. Daarom werd de positie van de katholieken daar gelijk getrokken met die in de rest van de Republiek. Katholieke godsdienstoefeningen, mits ze gehouden werden in schuurkerken, werden weer toegestaan.